# Rodrigo Ríos Rodríguez
Rodrigo Andrés Ríos Rodríguez (Santiago, Chile, 25 de enero de 1977) es un exfutbolista y entrenador chileno. Es entrenador asistente en el Austin FC desde la temporada 2021.
Como futbolista, jugaba de mediocampista y militó en diversos clubes de Chile y uno de los Estados Unidos. Fue parte del plantel de la selección de Chile Sub-23 que participó en el Torneo Preolímpico Sudamericano Sub-23 de 2000, que se realizó en Brasil, en dicho torneo convirtió su único gol a Uruguay. Con el equipo chileno logró la clasificación a los Juegos Olímpicos de Sídney 2000, pero finalmente no fue parte del plantel chileno, que disputó el torneo de fútbol olímpico en Australia.

## Clubes

### Como jugador
| Club                            | País           | Año       |
| ------------------------------- | -------------- | --------- |
| Universidad Católica            | Chile          | 1996-2000 |
| → Municipal Las Condes (cedido) | Chile          | 1997      |
| Everton                         | Chile          | 2001      |
| Palestino                       | Chile          | 2002      |
| Unión Española                  | Chile          | 2003-2004 |
| Atlanta Silverbacks             | Estados Unidos | 2005-2008 |

### Como entrenador
| Club                        | País           | Año           |
| --------------------------- | -------------- | ------------- |
| Norcross Soccer Academy     | Estados Unidos | 2012-2016     |
| Atlanta United (Inferiores) | Estados Unidos | 2016-2020     |
| Austin FC (Asistente)       | Estados Unidos | 2021-presente |